# Bataille de Demoso (2021)
Guerre civile de 2021-2023 en Birmanie
Batailles
- Conflit armé birman
- Coup d'État de 2021 en Birmanie
- Manifestations de 2021-2022 en Birmanie
  - Mort de Mya Thwe Thwe Khine (en)
  - Mort de Kyal Sin (en)

Théâtres :
- Chin (en)
- Zone sèche (en)
- État de Rakhine (en)

Violences et affrontements précoces :
- Tentative d'assassinat de Bai Yingneng (en)
- Alaw Bum
- Kalay
- Thapyayaye
- Taze (en)
- Naungmon (en)
- Thaw Le Hta
- Mindat (en)
- Muse (en)
- Mandalay (en)
- Myin Thar (en)
- Myawaddy (en)
- Route nationale 8
- 1re Loikaw (en)
- 1re Demoso

Campagne de 2021-2022 :
- Kachinthay (en)
- Lay Kay Kaw (en)
- Hnan Khar (en)
- Rivière Chindwin (en)
- 2e Demoso (en)
- 2e Loikaw (en)
- Thantlang
- Pekon (en)
- Khin-U (en)
- Assassinat de Ohn Thwin
- Kawkareik
- Ti Bwar

Campagne de 2023 :
- Konarpara (en)
- Mese (en)
- Shwe Kokko
- Kanaung
- Taungthaman (en)

Offensives de fin 2023-2025 :
- 1027
  - Chinshwehaw (en)
  - Namhsan (en)
  - Laukkai
  - Kaladan
  - Lashio
- 3e Loikaw (en)
  - 1107
- Kyindwe (en)
- Kachin (en)
  - Bhamo (en)
- Myawaddy
- Rakhine
  - Ann
  - Maungdaw
- Confrérie Chin (en)
  - Falam
- Assassinat d'Ashin Munindabhivamsa (en)
- Budalin
- Myingyan (en)
- Ngape (en)
- Katha (en)

Massacres et meurtres :
- Hlaingthaya
- Pégou
- Tabayin (en)
- Mo So
- Mon Taing Pin (en)
- Let Yet Kone
- Meurtre de Saw Tun Moe
- Hpakant
- Tar Taing
- Pazigyi
- Pinlaung
- Laiza
- Buthidaung
- Byian Phyu

La première bataille de Demoso commence le 21 mai 2021 entre les forces de la junte du Conseil administratif d'État (connue sous le nom de Tatmadaw) et les groupes séparatistes karenni alliés à la Force de défense du peuple (PDF) anti-junte pendant la guerre civile birmane de 2021. La bataille se déroule pendant quelques semaines dans la ville de Demoso et les villages environnants, pour finalement aboutir à un cessez-le-feu entre les deux parties.

## Contexte
L'État de Kayah, également connu sous le nom d'État Karenni, est situé dans l'est de la Birmanie et est subdivisé en cantons. La capitale du canton de Demoso (en) est la ville de Demoso, une grande partie du reste du canton étant constituée de petits villages ruraux. Le peuple Karen de la région mène un conflit de faible intensité pour l'indépendance (en) avec l'armée birmane, également connue sous le nom de Tatmadaw, depuis 1949. Le conflit est interrompu en 2015 après la signature d'un accord de paix avec le gouvernement d'Aung San Suu Kyi après les élections générales de 2015 en Birmanie, alors que la Birmanie est en transition vers une démocratie.
Le 1er février 2021, les dirigeants militaires de la Tatmadaw renversent le gouvernement démocratique et instaurent une junte militaire, déclenchant des manifestations dans tout le pays. Les premières manifestations à Demoso éclatent le 11 février, la police arrêtant sept manifestants. 30 000 personnes participent aux manifestations, dont une grande partie du gouvernement de Demoso. L'un des orateurs est l'administrateur de la ville de Demoso, U Zowani, qui s'oppose à la junte avec plusieurs autres administrateurs de district. Le 14 février, des dizaines de policiers des cantons de Demoso et de Loikaw manifestent à Loikaw contre la junte. Par la suite, les protestations se calment à Demoso jusqu'en mai.
Le 21 mai, dans le village de Marnaplaw, une banlieue de la ville, des insurgés inconnus attaquent une patrouille de la junte, tuant deux policiers et trois soldats de la junte et en blessant deux autres. Les insurgés se dirigent ensuite vers le quartier de Ngwetaung, où un autre policier est tué. En réponse, plusieurs insurgés sont arrêtés. Des affrontements éclatent également le 23 mai, avec les Forces de défense du peuple, la branche armée du gouvernement en exil, s'emparant d'un point de contrôle militaire entre Loikaw et Demoso.

## Bataille
La bataille dans la ville de Demoso commence à 4 h 0 du matin le 24 mai, lorsque les forces du PDF attaquent le commissariat de police de Demoso, qui manque alors de personnel. En réponse, le 427e bataillon d'infanterie et le 102e bataillon d'infanterie de la junte, tous deux basés à Demoso, envoient 60 à 70 soldats en renfort et commencent à tirer de l'artillerie depuis le réservoir de Ngwetaung. Les habitants de Demoso déclarent qu'une grande partie de l'artillerie touche des maisons civiles dans le quartier de Dawngankha et le village de Tanang U Koi. Deux personnes sont tuées lors du barrage d'artillerie. Des affrontements éclatent également le long du barrage du réservoir de Ngwetaung entre les troupes de la Tatmadaw et les Forces de défense du peuple Karenni (KPDF).
Le 27 mai, deux hommes de Nguplaw livrant de la nourriture aux réfugiés sont tués par les troupes de la junte. Le même jour, un membre des Free Burma Rangers (en) est tué près du réservoir de Ngwetaung. Lors des combats du 24 au 25 mai, deux soldats du KPDF sont tués et le nombre de soldats de la junte tués est inconnu. Dans la nuit du 28 mai, des affrontements éclatent à nouveau pour la première fois depuis le 25, avec les forces des PDF tentant de reprendre le commissariat de Demoso. Les combats ont lieu entre 19 h 0 et minuit et se calment dans la matinée du 29 mai. Le même jour, l'artillerie de la junte bombarde Demoso. Le 31 mai, les troupes de la junte utilisent des hélicoptères pour bombarder les positions de la Force de défense des nationalités karenni (KNDF), causant un nombre indéterminé de victimes. Lors des affrontements, les troupes de la junte font sauter deux ponts reliant Demoso à Hpruso (en). Des manifestations éclatent dans les villages de Kaya Pune contrôlés par la junte et Mobye (en) dans le canton voisin de Pekhon (en), dans l'État shan, le 2 juin. Le même jour, de petites escarmouches ont lieu entre les PDF et la junte après qu'un civil soit blessé.
Une petite escarmouche a lieu près du commissariat de Demoso le 5 juin, endommageant plusieurs maisons. Le lendemain, les troupes de la junte lancent une offensive sur le quartier de Dawngankha, incendiant plusieurs maisons et une église. Au cours de la bataille, un membre des PDF est tué et plusieurs autres sont blessés. La KNDF déclare également qu'un de ses soldats est tué pendant la bataille. Le 8 juin, les forces de la Tatmadaw lancent des attaques depuis la montagne Twi Libila, à la périphérie de la ville, tandis que les forces du KNDF et de la Tatmadaw s'affrontent dans le village de Sodekhu. Environ 400 renforts de la Tatmadaw arrivent également vers la frontière des États Karenni et shan. Le 9 juin, les forces de la Tatmadaw augmentent leurs attaques et incursions sur le quartier de Dawngankha, tandis que le KNDF et le PDF contrôlent la majeure partie de l'ouest de Demoso. La Tatmadaw a un certain contrôle sur la partie orientale de la ville.
Un mémo du 4 juin de l'administration de l'État de Kayah indique que l'objectif des troupes de la junte est d'entrer dans Demoso par la route Taungû - Thantaunggyi et d'entrer dans la ville via le quartier ouest de Dawngankha. L'administration exhorte également les civils des villages et des quartiers autour de la route à rester en sécurité. Khu Daniel, le chef du Parti progressiste national Karenni (KNPP), publie une déclaration soutenant le PDF de Demoso. Lors d'affrontements le 11 juin, le lieutenant-colonel Chufe, de la branche armée du KNPP, l'armée karenni (en), est tué. Plus tard, le 15 juin, des affrontements dans le quartier de Ngwetaung détruisent de nombreuses maisons et poussent les réfugiés à fuir vers la ville de Demoso. Les habitants de Ngwetaung déclarent qu'avant que leurs maisons ne soient incendiées, les soldats de la Tatmadaw ont pillé des objets dans les maisons. La KNDF et le PDF Karenni nient la présence de leurs troupes à Ngwetaung au moment de l'incendie criminel. Chaque fois que les habitants reviennent à Ngwetaung quelques jours plus tard, plusieurs corps de civils sont découverts et plus de 40 maisons sont incendiées. Le 15 juin, la KNDF et le PDF de Demoso entament des pourparlers pour un cessez-le-feu, qui réussissent pour la plupart, à l'exception de quelques éléments marginaux du PDF de Demoso.

## Conséquences
Les habitants de Htipo Klo, un groupe de villages de la municipalité de Demoso, déclarent à la BBC que les troupes de la Tatmadaw stationnées là-bas extorquent de l'argent, de la nourriture et des biens aux habitants malgré le cessez-le-feu. Le conseil militaire nie ces pillages. De petites fusillades ont également lieu près de la ville de Demoso. Le 12 juillet, quatre corps de civils sont retrouvés dans les toilettes d'un village occupé par la Tatmadaw. Le 12 août, l'artillerie du 102e bataillon blesse une personne dans le village de Nyongone. De brefs affrontements éclatent également dans le village de Hiphok le 13 août, forçant 2 000 personnes à fuir,. Cinq civils sont tués dans les combats.

## Impact
Au cours de la première semaine de combats, la Tatmadaw empêche tous les véhicules d'entrer ou de sortir de l'État Karenni, provoquant des pénuries alimentaires. En juin 2023, des organisations chrétiennes expriment leur inquiétude face au nombre de réfugiés fuyant les combats dans la commune de Demoso. Le 6 juin 2021, des groupes humanitaires de l'État Karenni déclarent que plus de 100 000 réfugiés fuient les combats. Un résident du quartier de Dawngankha déclare que de nombreux civils de la région fuient vers les zones de Demoso contrôlées par les PDF, de sorte que la Tatmadaw utilise la tactique de la terre brûlée pour empêcher les réfugiés de fuir vers les maisons reprises par les PDF.